# Ettore Mannucci
Ettore Mannucci (né le 3 octobre 1929 à Pontedera en Toscane et mort à Sienne en 1993) est un joueur et entraîneur de football italien, qui jouait en tant que milieu de terrain.

## Carrière
Après avoir fait ses débuts pour le club de sa ville natale de l'Unione Sportiva Pontedera, il rejoint en 1950 le club du Pro Patria avec qui il joue trois saisons en Serie A et une en Serie B.
L'apogée de sa carrière a lieu lors de la saison 1954-1955 de Serie A lorsqu'il endosse le maillot de la Juventus, avec qui il joue 15 matchs et inscrit 2 buts, disputant le premier de ses matchs bianconeri le 19 septembre 1954 lors d'une victoire 2-1 sur le Pro Patria.
Il joue ensuite avec le maillot de Sienne et de Lucchese.
Après sa mort, le stade de Pontedera est renommé en février 2002 en son honneur : le Stadio Ettore Mannucci.